# Эрудиция (фильм)
«Лоре» (нем. Lore) — военная драма режиссёра Кейт Шортланд 2012 года. Премьера фильма состоялась 9 июня 2012 года на международном кинофестивале в Сиднее.

## Сюжет
Действие происходит весной 1945 года, в последние дни Второй мировой войны, в юго-западной Германии: после ареста нацистов-родителей союзниками пятеро детей преодолевают дорогу в 900 километров к дому своей бабушки в Хузуме.

## В ролях
| Актёр                        | Роль        |
| ---------------------------- | ----------- |
| Саския Розендаль             | Lore        |
| Кай-Петер Малина             | Thomas      |
| Неле Требс                   | Liesel      |
| Мика Сидел                   | Jürgen      |
| Андре Фрид (нем. André Frid) | Günther     |
| Nick Holaschke               | Peter       |
| Урсина Ларди                 | Mutti мама  |
| Ханс-Йохен Вагнер            | Vati папа   |
| Ева-Мария Хаген              | Omi бабушка |

## Награды и номинации
| Награда                                       | Номинация                                       |                  | Результат |
| --------------------------------------------- | ----------------------------------------------- | ---------------- | --------- |
| Международный кинофестиваль в Сиднее 2012     | Official Competition Award                      | Кейт Шортланд    | Номинация |
| Международный кинофестиваль в Локарно 2012    | Приз зрительских симпатий                       | Кейт Шортланд    | Победа    |
| Hamburg Film Festival 2012                    | Critics Award/Лучший фильм                      | Кейт Шортланд    | Победа    |
| Hamptons International Film Festival 2012     | Cinematography Award/Лучшая операторская работа | Адам Аркапоу     | Победа    |
| Hamptons International Film Festival 2012     | Golden Starfish Award                           | Кейт Шортланд    | Победа    |
| Hamptons International Film Festival 2012     | Special Citation                                | Кейт Шортланд    | Победа    |
| London Film Festival 2012                     | Лучший фильм                                    | Кейт Шортланд    | Номинация |
| Valladolid International Film Festival 2012   | Лучший новый режиссёр                           | Кейт Шортланд    | Победа    |
| Hessian Film Award 2012                       | Hessian Film Award                              | Кейт Шортланд    | Победа    |
| Международный кинофестиваль в Стокгольме 2012 | Бронзовая лошадь                                | Кейт Шортланд    | Победа    |
| Международный кинофестиваль в Стокгольме 2012 | Лучшая актриса                                  | Саския Розендаль | Победа    |
| Международный кинофестиваль в Стокгольме 2012 | Лучшая операторская работа                      | Адам Аркпоу      | Победа    |
| Международный кинофестиваль в Стокгольме 2012 | Лучшая музыка                                   | Макс Рихтер      | Победа    |